# 客窗夜话
〈客窗夜話〉，古琴曲，可見於明朝张大命撰辑的《太古正音琴谱》中，在该部琴谱中说该曲是刘伯温所作。该版本从明代开始就有不同的二十四种，且不同的版本有不同的段落，可见该曲的流传行甚广。按琴曲原文解题，抒发了刘伯温功成名就于蓬窗之下怀今憶古感慨而作。 

## 解題
是曲，乃我先勳，誠意劉公伯溫所作也。公運策定鼎，功成身退。希迹赤松之遊，悠渙於蓬窓之下，日與同志之士，懷今憶古，以傷英雄之圖王覇業者，皆如是寥寥已。因作是曲，附之音律，以暢其懷雲。